# Onomastus pethiyagodai
Onomastus pethiyagodai är en spindelart som beskrevs av Benjamin 20. Onomastus pethiyagodai ingår i släktet Onomastus och familjen hoppspindlar. Inga underarter finns listade i Catalogue of Life.